# Takeo Wakabayashi
Takeo Wakabayashi (若林 竹雄, Wakabayashi Takeo, Hyogo, 29 augustus 1907 – Hyogo, 7 augustus 1937) was een Japans voetballer die als aanvaller speelde.

## Clubcarrière
Wakabayashi speelde voor Kobe Icchu Club. Wakabayashi veroverde er in 1927 de Beker van de keizer.

## Japans voetbalelftal
Takeo Wakabayashi maakte op 25 mei 1930 zijn debuut in het Japans voetbalelftal tijdens een Spelen van het Verre Oosten tegen Filipijnen. Takeo Wakabayashi debuteerde in 1930 in het Japans nationaal elftal en speelde 2 interlands, waarin hij 4 keer scoorde.

## Statistieken
| Japans voetbalelftal | Japans voetbalelftal | Japans voetbalelftal |
| Jaar                 | Wed.                 | Dlp.                 |
| -------------------- | -------------------- | -------------------- |
| 1930                 | 2                    | 1                    |
| Totaal               | 2                    | 1                    |